# Nebenbahn
Nebenbahnen sind Eisenbahnstrecken untergeordneter („sekundärer“) Bedeutung, die im Gegensatz zur Hauptbahn Vereinfachungen im Bau und Betrieb aufweisen.

## Geschichte

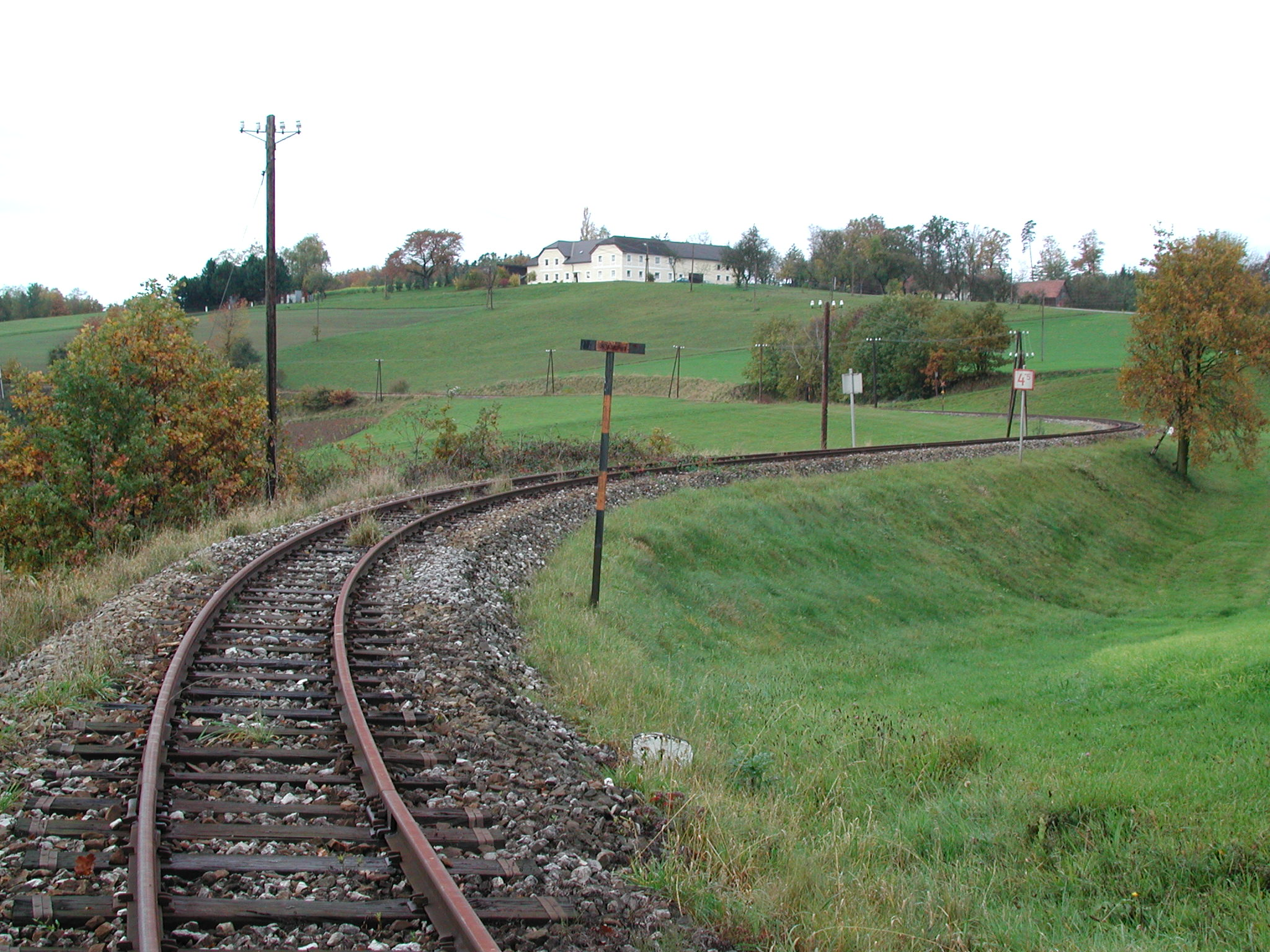
Lokalbahn Ober-Grafendorf–Gresten in Österreich: Enge Kurvenradien und die Ausführung in Schmalspur ermöglichten eine bessere Anpassung an das Gelände und damit niedrigere Baukosten

Da der Bau und Betrieb der Hauptbahnen nicht immer durch die Erträge gedeckt wurde, begann man nach Vereinfachungen zu suchen. Bereits 1865 hatte die Techniker-Versammlung des Vereins Deutscher Eisenbahnverwaltungen Grundsätze für sekundäre Bahnen aufgestellt. Diese wurden am 1. Juli 1878 mit der Bahnordnung für deutsche Eisenbahnen untergeordneter Bedeutung als Reichsgesetz in Kraft gesetzt.
Die wichtigsten Veränderungen zum bisherigen Hauptbahnbetrieb waren:
- Wegfall der Bahnbewachung
- Einmal tägliche Kontrolle der Gleisanlagen (statt dreimal täglich)
- Weniger zu besetzende Bremsen
- Keine Bahneinfriedungen
- Wegfall von Schrankenanlagen an Bahnübergängen
- Wegfall von Signalen an Bahnhöfen
- Großzügigere Verschleißgrenzmaße an den Radreifen der Wagen und Lokomotiven

Mit vergleichbaren rechtlichen Rahmenbedingungen, die Finanzierung, Bau und Betrieb regelten, wurden ab Ende des 19. Jahrhunderts in mehreren europäischen Staaten die Grundlagen für die Erschließung der Fläche durch kostengünstige Schienennetze geschaffen. In Österreich war dies das ursprünglich zeitlich beschränkte Gesetz vom 25. Mai 1880, betreffend die Zugeständnisse und Begünstigungen für Localbahnen, dessen Gültigkeit mehrmals verlängert wurde. Darüber hinaus wurde den Kronländern gestattet, eigene Landesbahn-Organisationen zu schaffen, wie etwa die Niederösterreichischen Landesbahnen und die heute noch existierenden Steiermärkischen Landesbahnen. Im Vereinigten Königreich wurde 1896 mit dem Light Railways Act ein Gesetz verabschiedet, das den Bau und Betrieb von Bahnen vereinfachter Bauart regelte.

## Rechtliche Grundlagen

### Deutschland

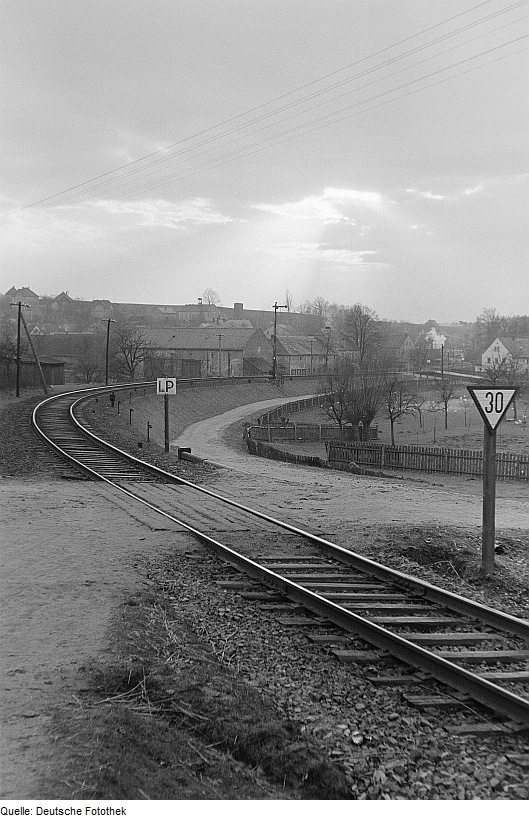
Nicht technisch gesicherter Bahnübergang auf einer Nebenbahn (1952)

Eine Definition von Haupt- und Nebenbahnen gibt es in der Eisenbahn-Bau- und Betriebsordnung (EBO). Der § 1 Abs. 2 lautet:
„Die Strecken werden entsprechend ihrer Bedeutung nach Hauptbahnen und Nebenbahnen unterschieden. Die Entscheidung darüber, welche Strecken Hauptbahnen und welche Nebenbahnen sind, treffen
1. für die Eisenbahnen des Bundes das jeweilige Unternehmen,
2. für Eisenbahnen, die nicht zum Netz der Eisenbahnen des Bundes gehören (nichtbundeseigene Eisenbahnen), die zuständige Landesbehörde.“

Unterscheidungsmerkmale werden in folgenden Paragraphen der EBO genannt:
- § 5 Spurweite – bei Nebenbahnen größere Toleranzen zulässig
- § 6 Gleisbogenradien – bei Nebenbahnen ab 180 Meter zulässig,
- § 7 Längsneigung – bei Nebenbahnen auf freier Strecke bis zu 40 ‰ zulässig,
- § 8 Radsatzlast,
- § 11 Bahnübergänge – bei Nebenbahnen nicht-technisch gesicherte Übergänge bei reduzierter Geschwindigkeit zulässig,
- § 14 Signale und Weichen – bei Nebenbahnen vereinfachtes Signalsystem zulässig,
- § 15 Streckenblock, Zugbeeinflussung – bei Nebenbahnen Zugleitbetrieb zulässig,
- § 16 Fernmeldeanlagen und
- § 40 Fahrgeschwindigkeit – bei Nebenbahnen maximal 100 km/h.

Nebenbahnen stehen grundsätzlich für eine einfachere Bauweise bzw. für einen einfacheren Betrieb. Die meisten Nebenbahnen sind eingleisig. Die Höchstgeschwindigkeit beträgt für Reisezüge maximal 100 km/h, für Güterzüge und generell für die meisten Strecken 80 km/h oder noch weniger. Bei der Deutschen Reichsbahn galten hier noch strengere Maßstäbe. Die Höchstgeschwindigkeit auf Nebenbahnen betrug 60 km/h; sie durfte 80 km/h betragen, wenn die Zugsicherungsanlagen bei mehr als 60 km/h denen der Hauptbahnen entsprachen.

### Österreich
§ 4 Absatz 2 des Eisenbahngesetzes von 1957 definiert Nebenbahnen als „für den öffentlichen Verkehr bestimmte Schienenbahnen, sofern sie nicht Hauptbahnen oder Straßenbahnen sind“.

### Schweiz
Im Schweizer Recht wird nicht mehr zwischen Haupt- und Nebenbahnen unterschieden. Mit der Revision des Eisenbahngesetzes von 2009 wurde die frühere Unterscheidung aufgegeben. Davor galt gemäß Artikel 2 des Eisenbahngesetzes:
1. Das schweizerische Eisenbahnnetz besteht aus Haupt- und Nebenbahnen. Hauptbahnen sind die normalspurigen Bahnen, die dem inländischen und internationalen Durchgangsverkehr dienen; Nebenbahnen sind die normalspurigen Bahnen, die in der Hauptsache nur dem Verkehr in einer bestimmten Landesgegend dienen, ferner alle Schmalspurbahnen, Zahnradbahnen, Strassenbahnen und Standseilbahnen.
2. Die Konzession bestimmt, ob eine normalspurige Bahn als Nebenbahn gilt; wo die Konzession schweigt, bestimmt dies der Bundesrat. Er bezeichnet auch diejenigen normalspurigen Strecken der Schweizerischen Bundesbahnen, welche zu den Nebenbahnen gehören.

### Tschechien
In Tschechien unterscheidet die Klassifizierung des Eisenbahnnetzes gesamtstaatliche Bahnen (celostátní dráhy) und einzelne regionale Bahnen (regionální dráhy). Per Erlass der tschechischen Regierung vom 20. Dezember 1995 wurden 128 Eisenbahnstrecken in Tschechien zu regionalen Bahnen erklärt.